# Малајски архипелаг
Малајски архипелаг, познат и као Индо-аустралијски архипелаг, представља највећу групу острва на свету, смештену између југоисточне обале Азије и северозападне обале Аустралије, између Индијског и Тихог океана.
Данашњи назив архипелага, малајски, потиче од старог концепта малајске расе, тј. концепта некадашњих европских истраживача, која је представљала људе данашње Индонезије, Малезије, Филипина и Источног Тимора, касније на основу дистрибуције аустронежанских језика. Некада је носио назив Источна индијска острва за време европског колонијалног периода, док га Индонежани зову „Нусантара”, што на староиндонежанском језику значи архипелаг. Подручје се такође назива "Индонежански архипелаг". Израз је углавном синоним за Поморска југоисточна Азија.
Још прецизнија локација архипелага била би од Никобарских острва на западу до Соломонових острва на истоку, и од острва Лузон на северу до острва Тимор на југу, што значи да овај архипелаг достиже дужину од 5,400 km, а рачунајучи и Нову Гвинеју, 6,400 km. Поред огромне дужине, површина копна и мора коју обухвата архипелаг прелази 2.000.000 km², што га чини највећим на свету по површини, а по укупном броју острва, који прелази 25,000, трећи је на свету. Острва Малајског архипелага и сама представљају мање групе острва, од којих су најзначајније, односно највеће:
1. Индонежански архипелаг:
  1.     1. Велика сундска острва,
    2. Мала сундска острва,

  2. Молучка острва;
2. Филипински архипелаг;

а, што се тиче острва, највећа међу њима су: Борнео, Суматра, Сулавеси, Јава и Лузон, али и Нова Гвинеја уколико се укључи у састав архипелага. Државе које се налазе на територији Малајског архипелага, у целости или делимично, су: Индонезија, Малезија, Филипини, Брунеј, Источни Тимор, Сингапур и Папуа Нова Гвинеја.

## Географски положај и специфичности територије
Читав малајски архипелаг се налази у екваторијалном појасу, где заузима област од око 3500 km широку, и то од 21˚ северне географске ширине до 11˚ јужне географске ширине, због чега на северозападу дотиче велику азијску, а на југоистоку аустралијску континенталну масу, а пошто се простире од 95˚ западне до 160˚ источне географске дужине (преко 7000 km), налази се и између Тихог и Индијског океана.
Нигде се на свету не налази толико вулкана на мањем простору колико у Малајском архипелагу, од више од 330 вулкана око њих 100 је активно. Сама Јава има око 100 вулкана, од тога 28 активних. Њихове ерупције су страховите. Једна таква ерупција догодила се 1883. године на малом острву Кракатау, између Јаве и Суматре. Ерупција је била толико снажна да је бацила у ваздух две трећине острва, а сама тутњава ерупције чула се и у Аустралији (2100 km далеко), а огромни таласи изазвани ерупцијом су потопили 36.000 људи по суседним обалама. Године 1927. нова ерупција истог вулкана створила је ново вулканско острво названо Анак Кракатау, што значи син Кракатауа.
Вулкански појас пролази Суматром, Јавом и даље низом мањих острва архипелага, окружује Нову Гвинеју и наставља се на Филипинима. Не само ерупције, већ и чести потреси и разорни цунамији угрожавају животе људи у читавом том појасу. Али, вулканизам не значи само штету и опасност по људе. Он је створио врло повољне могућности за агрикултуру. Правилно степеновање старих лава ствара простране терасе, по којима су ратари изградили своје терасасте културе. Вулкански пепео расут по великим просторима и ерозивни вулкански материјал, кога реке носе и таложе по равницама, чине тло веома плодним. Због тога човек не бежи од вулкана, већ им се, упркос опасности, приближава, па су због тога вулканска подручја Малајског архипелага најгушће насељена.
Међутим, иако се налази у вулканском појасу, у појединим деловима архипелага нема израженог вулканизма. Активни и угашени вулкани су многобројни на већем делу острва, док су на појединим одсутни у потпуности.

## Физичко-географске карактеристике рељефа
Садашњи рељеф острва Малајског архипелага резултат је терцијарног планинског набирања, касније дуготрајне ерозије и врло јаког вулканизма, који од ове регије чини и данас најнемирнији део Земљине кугле. Врло јака ерозија, као последица планинског рељефа острва, успела је да на више места својим наносима потисне плитко море и изгради простране равнице. Највеће равнице се протежу: источном Суматром, северном Јавом и јужним Борнеом.
Рељефом преовлађују средње и ниске планине, док се поједине планине високо уздижу у односу на ниво мора. Највиши врхови већих острва досежу висине од преко 4000 м, попут планине Кинбал на северу Борнеа, високе 4095 м, а, уколико укључимо и Нову Гвинеју, највиши врх архипелага је на планини Пунчак Џаја на западу Нове Гвинеје на висини од 4884 м. Такође су заступљене и брдовите равнице и низије сачињене од алувијалних и морских талога, док се највеће мочварне низије налазе на Суматри и Борнеу. Архипелаг припада делу регије формираном током касног кенозоика и скоријег набирања тла, па су слојеви уситњених стена које пробијају гранитне стене широко распрострањени.
Што се тиче земљишта, у областима са довољним или прекомерним падавинама преовлађују црвеница и латерит, док у преосталим деловима са мањком падавина преовлађују смеђа земљишта, а у речним долинама мочварна земљишта. Сва тла која за подлогу имају вулкански пепео или друге вулканске талоге се истичу управо необичном плодношћу за тропске пределе и, иако се интензивно користе већ дуже време, још увек су доброг квалитета. Међутим, постоје и она пространа подручја која су лишена вулканских талога и која су слабе плодности. Њих има на Суматри, Борнеу, Целебесу, Новој Гвинеји и још по неким острвима.
Један од највећих светских извора алуминијума се налази управо на Малајском архипелагу, а такође се налазе и велике залихе нафте, гвожђа, никла, мангана и волфрама.

## Климатске карактеристике
Захваљујући свом специфичном географском положају, Малајски архипелаг одликују чак три типа климе: екваторијална, монсунска и топла степска клима. Под утицајем три околности, што се простире са обе стране екватора, што је у суседству двеју континенталних маса које се налазе на супротним хемисферама и што се налази између два океана, над архипелагом се ствара једна специфична игра ветрова, пасата и монсуна, која не утиче много на температуре, али зато узрокује велике неједнакости што се тиче падавина. Температуре су готово свуда једноличне читаву годину и износе у просеку 25-30˚С, док су на планинама нешто ниже.
Количине кише су, међутим, много неправилније распоређене. У неким обимнијим регијама монсуни са својим пратећим пљусковима или сушом деле годину на влажну или сушну сезону, док у другим регијама оваква правилност не постоји и клима је веома променљива. Честе су појаве да на два суседна или чак на једном истом острву постоје два потпуно различита типа климе. Промене годишњих доба, односно влажних и сушних сезона, су у неким деловима архипелага веома тешке за одредити. Једино што се може сигурно рећи за климу јесте да регије у пределу од 3˚ са обе стране Екватора имају много падавина и нејасно дефинисана годишња доба, док она јужније и северније имају свакодневне падавине током 4 месеца годишње, а након тога 5-6 месеци ведро небо и константне суше.
На великим западним острвима годишње падне до 4000 мм кише у равницама, а до 6000 мм у планинама. Од Јаве ка истоку по острвима архипелага о које се монсун са Индијског океана само окрзне, суша постаје све изразитија што су ближе Аустралији. Ипак, највећи део острва прима више од 2000 мм падавина годишње, па се овај архипелаг сматра једном од најбоље натопљених регија на Земљи. Таква клима, са трајном топлотом и обиљем влаге, омогућава непрекидно узгајање разних биљних култура током целе године.
Због своје карактеристичне климе са устаљеним и пријатним температурама и чињенице да га чини огроман број острва са веома лепим плажама, земље Малајског архипелага представљају једне од најпопуларнијих туристичких дестинација, попут чувеног острва Бали.

## Воде
Речна мрежа Малајског архипелага је густа, а главне карактеристике река су велика дубина и кратак ток, док изузетке чине највеће реке архипелага које су делом и пловне. У горњим деловима тока реке често протичу кроз планинске пределе и обилују брзацима. Реке Малајског архипелага имају огроман хидроенергетски потенцијал, док се у равницама користе за наводњавање.
Најдужа река архипелага и једна од најдужих река света је река Капуас, која се налази на индонежанском делу острва Борнео и која је карактеристична по својим меандрима. Дугачка је 1,143 km, извире у самом центру Борнеа и тече западно ка Јужном кинеском мору у које се улива, стварајући велику мочварну делту, и тако, заједно са својом делтом, обухвата површину од 98,749 km².
Река Сепик представља најдужу реку острва Нова Гвинеја. Дугачка је 1,126 km и њен речни слив обухвата површину од преко 80,000 km². Сепик формира појасеве активних меандра већином свог тока, што је створило плавно подручје широко 70 km са великим мочварама и око 1,500 мањих језера.
После Сепика, најдужа река Папуе Нове Гвинеје је река Флај. Дугачка је 1,050 km и извире на Стар планинама, а улива се у Корално море стварајући естуарско ушће (левкасти залив на ушћу реке широко отворен према мору).
Преостале веће реке Индонезијског архипелага су Барито (Борнео), дугачка 890 km, Муси (Суматра), дугачка 750 km и погодна за саобраћај, Соло, која са својих 600 km дужине чини најдужу реку Јаве, као и река Батанг Хари, која са својих 600 km дужине чини најдужу реку Суматре.
Што се тиче већих река Филипинског архипелага, најдужа река Филипина је река Кагајан. Налази се на североистоку острва Лузон и дугачка је око 505 km, а заједно са својим притокама је подложна обилним поплавама током монсунских сезона. Друга најдужа река Филипина је река, дугачка око 260 km.
Поред река, Малајски архипелаг обилује и језерима. Највеће језеро архипелага, и по површини и по запремини воде, јесте језеро Тоба на Суматри. Садржи 240 km³ воде, обухвата површину од 1,130 km² и највеће је језеро у југоисточној Азији. Сама Индонезија има 3 од 20 најдубљих језера света — Матано на острву Сулавеси (дубоко 590 m), Тоба на острву Суматра (505 m) и Посо на острву Сулавеси (450 m). После језера Тоба, највеће језеро архипелага јесте филипинско језеро Баи (949 km²), које је уједно и треће највеће језеро југоисточне Азије по површини. Једино језеро које је криптодепресија (удубљење испуњено водом, чија је површина изнад нивоа мора, а дно испод нивоа мора) јесте језеро Матано (Сулавеси).
Језера Малајског архипелага снабдевају водом и личне и комерцијалне потребе, али и економске активности као што су хидроенергија, наводњавање, рибњаци, транспорт и рекреација, а такође имају важну улогу у спречавању поплава.

## Биљни и животињски свет
Величина Малајског архипелага, његова тропска клима и географски положај су учинили да он постане други на свету по свом нивоу биодиверзитета, јер његова флора и фауна представљају мешавину азијских и аустралијских биљних и животињских врста.
Биљни и животињски свет ове регије подељен је на две велике зоне. "Воласова линија‟, која пролази између Балија и Јаве, а северно између Борнеа и Целебеса, дели флору и фауну на азијске и аустралијске врсте. Ова линија је добила име по енглеском научнику Алфреду Воласу, који је на својим путовањима (од 1854. до 1862. године) утврдио да се одређене азијске животињске врсте (слонови, тигрови, тапири, орангутани) могу наћи само на Суматри, Јави и Балију, а да их нема на Целебесу, Молучким острвима и Малим сундским острвима. На западнијим острвима архипелага расте бујна вегетација богата многим врстама, захваљујући великој влази (90%), близини Азије и степеновању тропских и умерених врста по земљиштима различите врсте.
Источно од Борнеа и малог острва Ломбок број врста опада и постаје све сличнији аустралијским врстама. Малајски архипелаг се често пореди са природним музејом, у којем се налазе све прелазне врсте биљака и животиња, између азијских и аустралијских врста.
Флора Малајског архипелага је међу најбогатијим на свету. На самој Јави постоји преко 6.000 врста, а на Борнеу више од 11,000. Многе биљке су аутохтоне врсте архипелага, а више од 500 родова и око 30—35% врста су ендемичне. Постоји вертикални распоред вегетације: на равницама и нижим планинама (до 1.200-1.300 m) постоји тропска зимзелена кишна шума, која је специфична због велике разноликости биљака, од око 300 врста палми, бамбуса, дивљих банана и фикуса, па до врста карактеристичних за Малајски архипелаг попут пандануса и расамале; затим, на већим висинама постоје зимзелене шуме са суптропским биљкама и на висинама од 2.000 до 4,000 м постоје веома влажне планинске шуме са обиљем маховине, које на већим висинама прелазе у планинске ливаде са доста жбуња. Листопадне шуме и саване преовлађују у субекваторијалним зонама, док се мангрове шуме могу наћи у делтама река, али и дуж морске обале. Већина равница су култивисане због пољопривреде, а највише се гаји пиринач.
Архипелаг се налази у малајској подрегији индо-малајске зоографске регије и папуанској подрегији аустралијске регије. Типични представници фауне Малајског архипелага су: антропоидни (човеколики) мајмуни — гибони и орангутани, павијани, слонови, носорози, авети, летећи лемури и веверице, комодски варан, сунчани (малајски) медвед, кенгур пењач, суматрански носорог, филипински орао, краткокљуна ехидна (бодљикави мравојед)и многе друге врсте, од којих су многе аутохтоне и/или ендемичне.

## Становништво и културно-историјска прошлост архипелага
У региону Малајског архипелага живи преко 380 милиона људи, а најнасељеније острво је Јава. Људи који живе у овој регији су углавном из аустронезијске подгрупе и говоре језике из западне малајско-полинежанске групе језика. Овај део југоисточне Азије има више друштвених и културних веза са осталим аустронезијским народима него са народима копненог дела југоисточне Азије. Религије које преовлађују су: ислам, хришћанство, будизам, хиндуизам и традиционални анимизам.
Најбројније становништво има Индонезија са својих 265 милиона становника, због чега је четврта држава у свету по броју становника, затим Филипини са својих 94 и Малезија са својих 27,5 милиона становника, док мање државе имају: Папуа Нова Гвинеја — 7 милиона, Сингапур — 5 милиона, Источни Тимор — 1 милион, а Брунеј непуних пола милиона становника. Становништво ових земаља је веома разнолико јер само у Папуи Новој Гвинеји живи преко 800, Индонезији преко 300 и Филипинима преко 50 етничких група.
Што се тиче религије, Индонезија је на првом месту у свету са највећим бројем муслиманског становништва јер је 88% њеног становништва муслиманске вероисповести, затим Брунеј са својих 67% и Малезија са 60% муслиманског становништва, а на Филипинима, Источном Тимору и Папуи Новој Гвинеји убедљиву већину чине хришћани са преко 90% у свакој држави, док у Сингапуру већину чине будисти (33%).
Малајски архипелаг је био једно од првих места на свету које је настањивао homo sapiens, али је његово данашње становништво потекло од малајских емиграната који су од 4. века стварали своје државе у облику приобалних градова, а преко њих су се касније под утицајем индијске културе у унутрашњост ширили хиндуизам и будизам, али од 13. века и ислам .
Каснија културно-историјска прошлост Малајског архипелага је обележена бројним борбама Европљана за превласт над њим. Почев од 16. века архипелаг је био у колонијалном периоду када су његове територије наизменично заузимали Португалци, Шпанци, Британци, Холанђани, па и Немци. Европљани су на острвима оснивали градове, установили администрацију и развили трговину, док су мисионари преобратили велики број становништва у хришћанство. Након више од 400 година колонијализма, у Другом светском рату територију Малајског архипелага су Европљанима преузели Јапанци када су 1941. године окупирали државе архипелага. Ово је на неки начин помогло државама архипелага јер је колонијално раздобље за већину држава завршено након Другог светског рата, када је 1945. године Јапан капитулирао, док су остале државе независност стекле нешто касније. Завршетком рата су независност стекле Индонезија 1945. и Филипини 1946. године, док је Папуа Нова Гвинеја, која је била подељена на два дела — Папуу и Нову Гвинеју, уједињена 1945. године и све до 1975. била под аустралијском управом, након чега је стекла пуну независност. Остале државе су независност стекле: Малезија — 1957. године, Сингапур — 1965. године, Брунеј — 1984. године, док је Источни Тимор од 1975—2002. године био под управом Индонезије.

## Привредне карактеристике
Што се тиче привредних карактеристика Малајског архипелага, земље које се на њему налазе имају веома разнолике привреде. Од Малезије и Филипина, држава које су скоро индустријализоване и које имају релативно слабу економију, до Индонезије, државе која је до скоро била у потпуности аграрна земља, а сада је највећа економска сила југоисточне Азије, па до Сингапура који је одувек имао веома развијену економију.
У Индонезији највећи део БДП -а, чак 46,4% чини секундарни сектор (индустрија, рударство, грађевинарство), терцијарни сектор (саобраћај, трговина, туризам, угоститељство, занатство, банкарство) чини 37,1%, док примарни сектор (пољопривреда) чини 16,5%. Са друге стране, највећи број запослених ради у услужном (терцијарном) сектору, чак 48,9% укупне радне снаге, пољопривредом се бави 38,3% (иако је само 12% укупне површине Индонезије обрадиво земљиште), а у секундарном сектору је запослено само 12,8%. Индонезија је друга земља по извозу земног гаса. Највише својих производа (сирову нафту, гас, каучук, текстил) извози у Јапан, Сингапур, Кину и САД. Индонезија располаже великим природним богатствима: сирова нафта, земни гас, калај, бакар, злато, а главне пољопривредне културе су пиринач, чај, зачини итд.
У последње три деценије Малезија је доживела привредни преображај захваљујући великим страним улагањима (у производњу електронских уређаја, нпр.), али и налазиштима нафте. Данас Малезија спада у групу средње развијених држава. Велики утицај у привреди Малезије имају страни али у последње време и домаћи капиталисти, и то углавном због јефтине радне снаге. Индустрија је високо развијена, неке од најзначајнијих су; металургија, електроиндустрија, бродоградња, хемијска и прехрамбена индустрија. У последње време влада Малезије се труди да покрене туризам, што су и успели, јер туризам сада представља трећи највећи извор прихода. Пољопривреда је такође један од битних фактора привреде, а неке од најбитнијих култура су: каучук, бибер, палмино уље, кокосов орах, банане, ананас, шећерна трска и дуван. А, као и Индонезија, Малезија такође има велика рудна богатства, као што су: гвожђе, нафта, бакар, волфрам, боксит.
Након што су после Другог светског рата стекли независност, Филипине је обележио привредни раст, па су од некадашње државе засноване на пољопривреди постали важни трговински партнери са САД, Јапаном, Кином, Јужном Корејом, Хонгконгом, али и Холандијом. Управо због овога, Филипини извозе велики број различитих добара: велики број електронских производа, превозна средства, нафтне деривате, па све до одевних предмета и воћа.
Сингапур има високо развијену економију, која је, историјски посматрано, базирана на бесцаринској трговини. Економија зависи од извоза и прераде увозних производа. Производња је прилично разнолика и чине је електронска индустрија, прерада нафте, хемијска индустрија, машинска индустрија и биохемијска производња. Сингапур је и најпрометнија лука на свету (по утовареној тонажи), и четврта је највећа девизна берза на свету после Лондона, Њујорка и Токија. Сингапур је и веома популарна дестинација за туристе, што чини туризам једном од његових највећих индустрија.